# Fine & Mellow
Fine & Mellow Productions A/S er et dansk film- og tv-produktionsselskab.
Selskabet blev grundlagt i 2002 og ejes af Thomas Gammeltoft (66%) og Nordisk Film (33%). Det producerer både spillefilm og tv-dramatik efter en ambition om både at underholde og levere gode fortællinger.

## Produktioner
- Rembrandt (2003)
- Kinamand (2005)
- Mørke (2005)
- Rene hjerter (2005)
- Fidibus (2006)
- Frygtelig lykkelig (2008)
- Lulu & Leon (2009)